# 三木町
三木町（日语：／ Miki chō */?）是位於日本香川縣東部的町，為高松市的通勤城鎮。東邊與讚歧市接壤，新川流經町內的中心地區並往北注入瀨戶內海。當地的公家機關多集中在通過中部地區的長尾街道沿線。
根據全讃史的記載，過去轄內的井戶地區有「榁之大木」、平木地區有「柊之大木」、朝倉地區有「山椒之大木」，合稱為三大樹，因此此地便以「三木」作為城鎮的名稱。由於在日本兵庫縣也有叫做三木的行政區劃(三木市)，因此在表示地名時會加上舊國名「讚岐三木」作為區分。

## 地理
三木町北部為丘陵地帶，中部為平原地區，南部則是山區。發源於高仙山的新川水系流經三木町的北部與中部地區，南部地區則位於香東川的流域。

### 氣候
當地在氣候上屬於瀨戶內海式氣候，日照多且氣候溫和。因夏季與冬季的季風分別受到四國山地與中國山地的阻擋，因此當地全年的降雨量相當少。根據統計，2015年至2020年三木町的年均降雨量為1342.9毫米，其中降雨集中在颱風好發的6月至10月。

## 歷史

### 年表

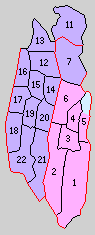
粉紅色範圍為現在三木町的轄區，其中：1.奧鹿村 2.田中村 3.冰上村 4.下高岡村 5.井戶村 6.平井村

- 1890年2月15日：實施町村制，現在的轄區在當時分屬：三木郡井戶村、平井村、奧鹿村、田中村、冰上村、下高岡村。
- 1899年4月1日：三木郡和山田郡合併為木田郡。
- 1919年4月1日：平井村改制為平井町。
- 1941年1月1日：奧鹿村改名為神山村。
- 1954年10月1日：平井町、神山村、田中村、冰上村、下高岡村合併為三木町。[3]
- 1955年4月1日：川島町、十河村、東植田村、西植田村合併為山田町。
- 1956年9月30日：井戶村被併入三木町。
- 1959年11月1日：屬於舊井戶村的大字井戶的部份地區被併入大川郡長尾町（現已合併為讚歧市）。

### 變遷表
| 1890年2月15日 | 1890年 - 1926年       | 1926年 - 1954年           | 1926年 - 1954年            | 1955年 - 1989年            | 1955年 - 1989年            | 1989年 - 現在             | 現在                      |
| ------------- | --------------------- | ------------------------- | -------------------------- | -------------------------- | -------------------------- | ------------------------- | ------------------------- |
| 井戶村        | 井戶村                | 井戶村                    | 井戶村                     | 1956年9月30日 併入三木町   | 1959年11月1日 併入郡長尾町 | 2002年4月1日 合併為讚歧市 | 2002年4月1日 合併為讚歧市 |
| 井戶村        | 井戶村                | 井戶村                    | 井戶村                     | 1956年9月30日 併入三木町   | 三木町                     |                           |                           |
| 平井村        | 1919年4月1日 平井町。 | 1919年4月1日 平井町。     | 1954年10月1日 合併為三木町 | 1954年10月1日 合併為三木町 |                            |                           |                           |
| 奧鹿村        | 奧鹿村                | 1941年1月1日 改名為神山村 | 1954年10月1日 合併為三木町 | 1954年10月1日 合併為三木町 |                            |                           |                           |
| 田中村        |                       |                           | 1954年10月1日 合併為三木町 | 1954年10月1日 合併為三木町 |                            |                           |                           |
| 冰上村        |                       |                           | 1954年10月1日 合併為三木町 | 1954年10月1日 合併為三木町 |                            |                           |                           |
| 下高岡村      |                       |                           | 1954年10月1日 合併為三木町 | 1954年10月1日 合併為三木町 |                            |                           |                           |

## 交通

### 鐵路
- 高松琴平電氣鐵道
  - 長尾線：池戶車站 - 農學部前車站 - 平木車站 - 學園通車站 - 白山車站 - 井戶車站 - 公文明車站

|  |  |
|  |  |

## 觀光
- 虹之瀑布
- 二本杉
- 立石隧道，又稱中村隧道

## 教育

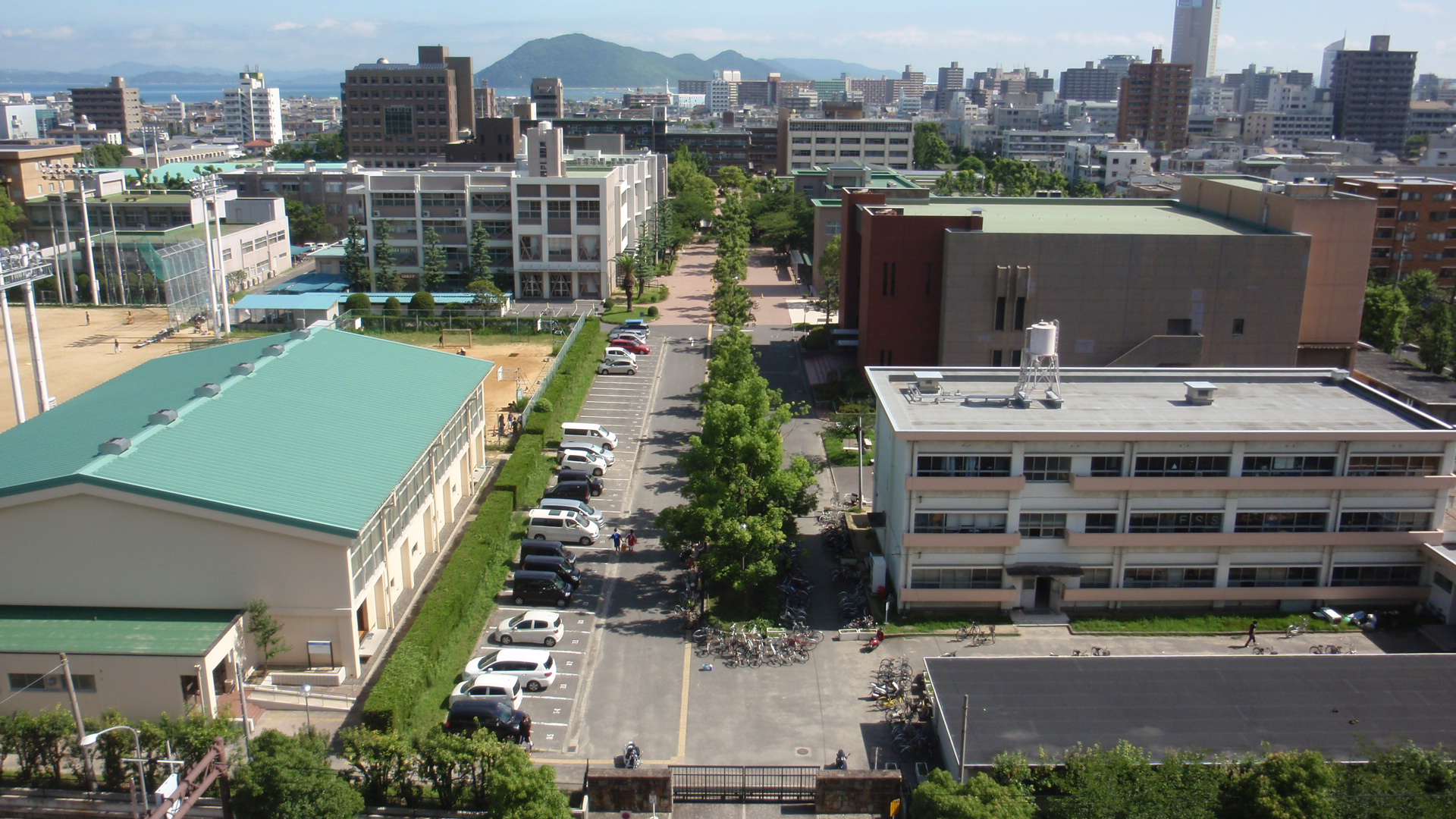
香川大學幸町校區

大學
- 香川大學農學部、醫學部

高等學校
- 香川縣立三木高等學校

## 姊妹、友好都市

### 日本
- 七飯町（北海道龜田郡）
兩地於1999年10月11日締結為姊妹都市。

### 海外
- Didsbury, Alberta（英语：Didsbury, Alberta）（加拿大亞伯達省）

## 本地出身之名人
- 三木茂：植物學者、古生物學者
- 平井太郎：前郵政大臣、曾任參議院副議長
- 真鍋武紀：前香川縣知事
- 鎌倉芳太郎 ：染織家
- 植田正志：漫畫家、生於東京都，但幼年時期在此地度過。
- 熊野輝光：前職業棒球選手。

## 外部連結
- （日語） 官方网站